# Fazıl Mustafa Köprülü
Le pacha Fazıl Mustafa Köprülü (1637 - 19 août 1691) était issu d'une famille turque d'origine albanaise (voir Köprülü). 

## Biographie
Fazil Mustapha Köprülü est le fils cadet de Mehmet Köprülü et le frère de Fazıl Ahmet Köprülü. Il est nommé grand vizir de l'Empire ottoman par le sultan Soliman II en 1689. Il trouve la mort lors de la bataille de Slankamen contre les forces autrichiennes.